# José María Camacaro
José María Camacaro (Santiago Apóstol de Río Tocuyo, Capitanía General de Venezuela, ¿1792-1793? - Portete de Tarqui, República de Colombia, 27 de febrero de 1829) fue un militar venezolano, combatió en las guerras de independencia hispanoamericanas y en la guerra grancolombo-peruana.

## Biografía
Nació en el pueblo de Río Tocuyo, cabecera del Municipio Torres, probablemente en 1792 o 1793. A la edad de 17 años se unió al ejército del Marqués del Toro a su paso por Siquisique, en la primera expedición patriota contra los españoles en la Primera República. Consolidada la independencia de su patria en la Batalla de Carabobo (1821) formó parte de las tropas grancolombianas que expedicionaron al Perú en las llamadas Campañas del Sur para sellar la independencia americana. En la Batalla de Junín, tuvo una destacada participación como capitán de los Húsares de Colombia que le valió una recomendación especial de Simón Bolívar, y su posterior participación en la Batalla de Ayacucho.
Destacado oficial de caballería con fama de valiente y aguerrido, obtuvo su ascenso a Coronel de manos del mismo Bolívar durante el sitio del Callao en 1826 tras matar en combate singular a un temido soldado realista apodado el Zambo Atanasio que se había hecho famoso entre sus enemigos por la fiereza que mostraba en las continuas salidas que realizaban las tropas españolas con el fin de hostigar a los sitiadores.
Tras la capitulación de las fortalezas del Callao y la salida del último Ejército Real del Perú, Camacaro que ya era conocido como la primera lanza de Colombia regresó a su país con el resto del Ejército grancolombiano.
Cuando se produjo la Guerra grancolombo-peruana en 1828 motivada por disputas territoriales entre ambas jóvenes repúblicas, el entonces comandante de caballería Camacaro al frente del Escuadrón Cedeño formó parte del Ejército grancolombiano del Mariscal Sucre que se batió en la Batalla del Portete de Tarqui el 27 de febrero de 1829, teniendo un rol protagónico durante la misma en la que con sus hombres y apoyado por tres batallones de infantería rechazó el avance de la vanguardia peruana al mando del general argentino José María Plaza. Inclinada la balanza a su favor y mientras la caballería colombiana perseguía a los dispersos contrarios con la intención de cortarles la retirada hizo su aparición en el campo de batalla el regimiento peruano Húsares de Junín, el mismo con quien Camacaro combatiera codo a codo en 1824 en la recordada victoria sobre la caballería realista del general José de Canterac en la Batalla de Junín.
Camacaro envía entonces un oficial con bandera de parlamento a donde se encontraban las tropas peruanas, retando a un duelo a caballo y lanza a cualquier jefe enemigo que se atreviera a aceptar. El desafío fue contestado por el coronel Domingo Nieto del primer escuadrón de Húsares de Junín y tras un reñido combate el comandante José María Camacaro rindió la vida atravesado por una lanza.
Sin embargo su muerte, aunque muy sentida por sus compañeros de armas, no afectó el resultado de la batalla en la que el Ejército grancolombiano venció a la vanguardia peruana, tras lo cual se firmó el Convenio de Girón, finalizando la guerra poco después.

Se hizo la liza en el propio campo; los lanceros de los llanos vivan de anticipado el triunfo de la primera lanza de Colombia, pues bastante muestra de ello había ofrecido Camacaro con los numerosos españoles que había dejado muertos en todas las batallas, asunto que lo hizo famoso y temido por lo certero de su lanza: 

Las tropas contendientes espectaron con subido interés las evoluciones de aquellos caballeros que afianzando sus cabalgaduras y con sus lanzas en ristre se acometieron al galope. 
El choque fue contundente, para sorpresa de los más que hicieron sepulcral silencio, Camacaro fue atravesado y levantado en vilo de su silla por la diestra lanza de Domingo Nieto quien de esta forma puso fin a los días del invicto llanero de la sabana. 

Así rindió honor a la tierra el héroe de Rio Tocuyo, José María Camacaro, mejor conocido como el más valiente de los centauros y como la primera lanza del ejército Neogranadino de este tiempo.

## El duelo Nieto-Camacaro según la historiografía peruana

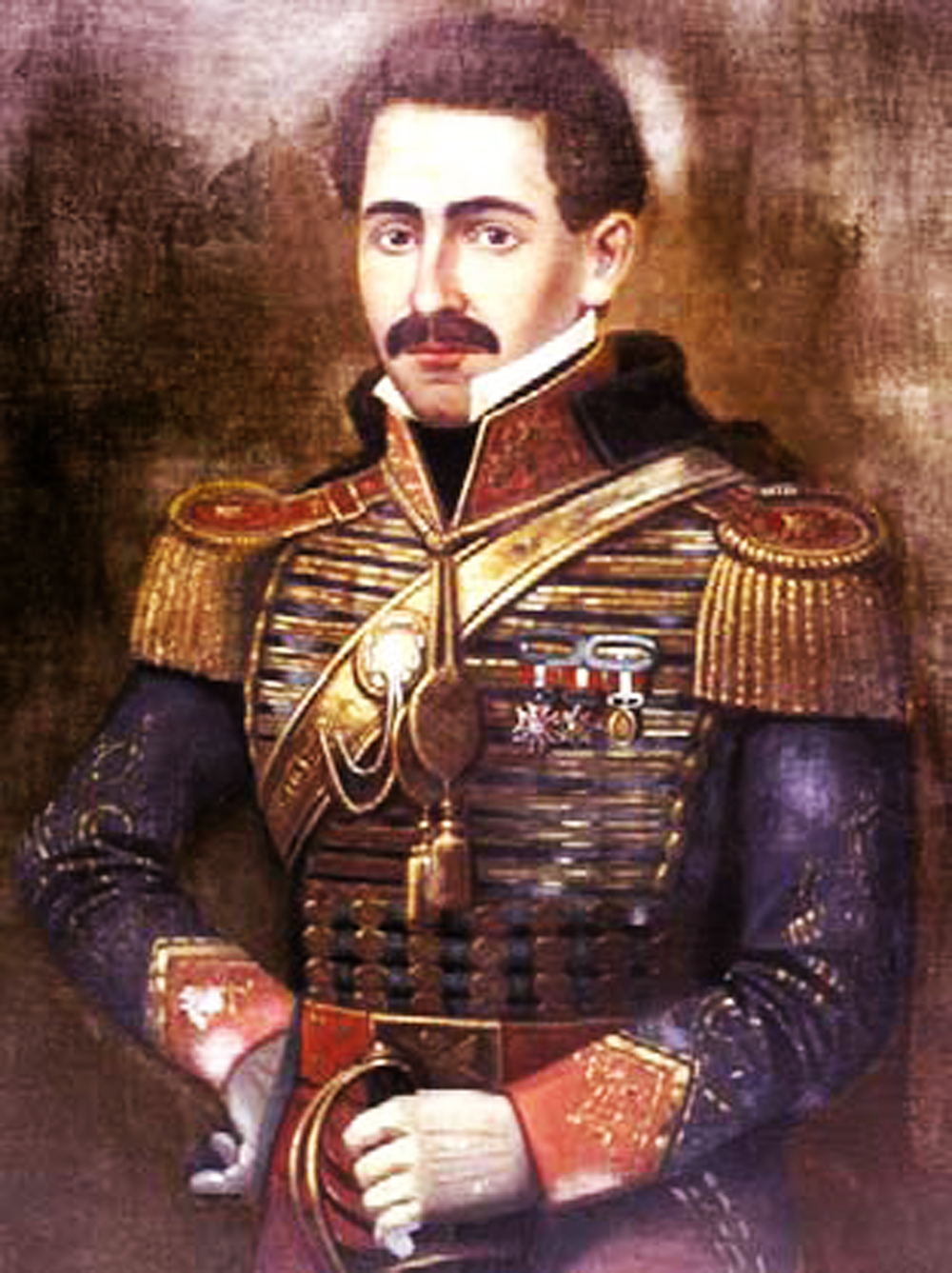
El coronel Domingo Nieto.

El episodio del duelo personal de Nieto y Camacaro es fidedignamente histórico aunque parezca ya legendario:

Camacaro, lancero de Colombia, jefe de un regimiento, reta a Nieto, jefe de un regimiento peruano, a combate singular, como en los torneos medievales, a fin de ahorrar la sangre del resto de la oficialidad y de la tropa. Camacaro es hercúleo y de enorme talle, a punto tal que lo llaman “el gigante”; Nieto, antes bien, es de corta estatura. No obstante la aparente desventaja física, Nieto acepte la proposición. Parten los caballos al galope; se cruzan las lanzas; el gigante Camacaro es atravesado y muerto: Nieto ha obtenido la victoria.

Entonces, a despecho de lo estipulado, los colombianos enfurecidos atacan súbitamente, según parece, a los peruanos. Nieto tiene que ordenar la retirada. Más tarde, al atravesar un desfiladero, los peruanos divisan las tropas de Sucre, que, desde la altura, dominan completamente la situación. Nieto se prepara para lo peor. El vencedor de Ayacucho ha tenido ya noticia del épico lance, e hidalgamente, en vez de ordenar el ataque, que pudiera ser a mansalva, dadas las circunstancias, se descubre y saluda al héroe peruano y ordena se le rindan honores militares. Nobleza obliga. Nieto responde al saludo del adversario. El parte de la batalla del Portete de Tarqui da cuenta, con el acostumbrado laconismo castrense, de la bravura de Nieto; pero el caballeresco episodio fue narrado, con algún detalle, por el Deán Valdivia en sus Memorias, y está certificado por la autoridad de Jorge Basadre en la última edición de su monumental Historia de la República.
Enrique Chirinos Soto